# ハンドボール日本男子代表
ハンドボール日本男子代表は、日本ハンドボール協会によって編成される、ハンドボールの男子ナショナルチーム。

## 概要
オリンピック出場6回、世界選手権出場15回を数える。世界選手権の最高位は1970年の10位。欧州以外では初開催となった1997年世界選手権は熊本県で開催され、大会入場者数は過去最多の20万7679人となり当初の目標としていた10万人を大きくクリアした。1997年5月24日(土)に行われた予選リーグ第4戦 日本対アルジェリア戦は会場であるパークドーム熊本に1万3300人もの観客が集まり、日本ハンドボール史上最多の観客数を記録した。日本代表チームは決勝トーナメントまで進出したが、1回戦で前回優勝国のフランスと対戦し、終了時間とほぼ同時の決勝ゴールを奪われ敗退する。
なお、2007年に豊田市のスカイホール豊田で開催された北京オリンピックアジア予選では3位に終わり、いったんはオリンピック出場の道が絶たれたが、この予選における審判団の中東贔屓の判定に対して日本・韓国が国際ハンドボール連盟に抗議した結果、予選結果を無効とし、やり直しとする裁定が下った（中東の笛問題）。この裁定に中東諸国が反発したため、やり直し予選は2008年に日本・代々木体育館で日本と韓国のみが参加して行われたが、日本はこれに敗退し、続く世界最終予選（開催地クロアチア）でも、日本・クロアチア・アルジェリア・ロシアの4国によるリーグ戦にて1勝2敗に終わり、北京オリンピックへの出場は叶わなかった。
常に、世界最終予選まではコマを進めながら五輪本戦出場を逃し続けてきたが2016年のリオデジャネイロオリンピックでは、アジア予選（1位のみが五輪直接出場、ほかのベスト4は世界最終予選出場）のグループリーグで3位となり、アジア予選での五輪出場決定を持ち越すばかりか、世界最終予選進出もできず五輪進出が早々に消滅してしまった。
2015年12月イビィツァ・リマニッチ氏以来9年ぶりの外国人監督であるカルロス・オルテガが就任する。翌2016年1月第17回アジア選手権に挑み、2016年1月16日予選リーグ初戦にて韓国に31-25で勝利する。対韓国戦の勝利は1990年7月28日米国シアトルで開催されたグッドウィルゲームズ（2001年を最後に廃止）で26-19で勝利して以来であり、2引き分けをはさみ26年間30連敗中であった。
2017年2月、1997年熊本世界選手権に出場し、2000年-2003年まで湧永製薬でプレーし日本とゆかりのあるアイスランド人のダグル・シグルドソンが監督に就任する。
2018年に代表の愛称を募集し、同年6月11日に「彗星JAPAN」を選出したことが発表された。
2021年東京五輪に開催国枠として33年ぶりに五輪に出場。
2023年パリ五輪アジア予選にて36年ぶりに自力での五輪出場権を獲得する。

## 成績

### オリンピック
| 開催年 | 結果             |
| ------ | ---------------- |
| 1972年 | 11位             |
| 1976年 | 9位              |
| 1980年 | 不参加           |
| 1984年 | 10位             |
| 1988年 | 11位             |
| 1992年 | 予選敗退         |
| 1996年 | 予選敗退         |
| 2000年 | アジア予選敗退   |
| 2004年 | アジア予選敗退   |
| 2008年 | 世界最終予選敗退 |
| 2012年 | 世界最終予選敗退 |
| 2016年 | アジア予選敗退   |
| 2021年 | 11位             |
| 2024年 | 11位             |

### 世界選手権
赤字は最下位。
| 開催年 | 結果   | 予選リーグ                       |
| ------ | ------ | -------------------------------- |
| 1938年 | 不参加 | 不参加                           |
| 1954年 | 不参加 | 不参加                           |
| 1958年 | 不参加 | 不参加                           |
| 1961年 | 12位   | 予選リーグ敗退 (グループ3位)     |
| 1964年 | 13位   | 予選リーグ敗退 (グループ4位)     |
| 1967年 | 11位   | 予選リーグ敗退 (グループ3位)     |
| 1970年 | 10位   | 予選リーグ敗退 (グループ3位)     |
| 1974年 | 12位   | 1次ラウンド敗退 (グループ3位)    |
| 1978年 | 12位   | 1次ラウンド敗退 (グループ3位)    |
| 1982年 | 14位   | 1次ラウンド敗退 (グループ4位)    |
| 1986年 | 不参加 | 不参加                           |
| 1990年 | 15位   | 1次ラウンド敗退 (グループ4位)    |
| 1993年 | 不参加 | 不参加                           |
| 1995年 | 23位   | 予選リーグ敗退 (グループ6位)     |
| 1997年 | 15位   | グループ4位通過                  |
| 1999年 | 不参加 | 不参加                           |
| 2001年 | 不参加 | 不参加                           |
| 2003年 | 不参加 | 不参加                           |
| 2005年 | 16位   | 1次ラウンド敗退 (グループ4位)    |
| 2007年 | 不参加 | 不参加                           |
| 2009年 | 不参加 | 不参加                           |
| 2011年 | 16位   | 1次ラウンド敗退 (グループ4位)    |
| 2013年 | 不参加 | 不参加                           |
| 2015年 | 不参加 | 不参加                           |
| 2017年 | 22位   | 予選リーグ敗退 (グループ6位)     |
| 2019年 | 24位   | 予選リーグ敗退 (グループ6位)     |
| 2021年 | 19位   | メインラウンド敗退 (グループ3位) |
| 2023年 | 不参加 | 不参加                           |

### アジア選手権
| 開催年 | 結果   | 予選リーグ                    |
| ------ | ------ | ----------------------------- |
| 1977年 | 優勝   | グループ1位通過               |
| 1979年 | 優勝   | 予選リーグなし                |
| 1983年 | 準優勝 | グループ1位通過               |
| 1987年 | 準優勝 | グループ1位通過               |
| 1989年 | 準優勝 | グループ1位通過               |
| 1991年 | 準優勝 | 2次ラウンド1位通過            |
| 1993年 | 3位    | グループ2位通過               |
| 1995年 | 4位    | 予選リーグ敗退 (グループ2位)  |
| 2000年 | 3位    | 予選リーグなし                |
| 2002年 | 6位    | 予選リーグ敗退 (グループ3位)  |
| 2004年 | 準優勝 | グループ2位通過               |
| 2006年 | 5位    | 予選リーグ敗退 (グループ3位)  |
| 2008年 | 6位    | 予選リーグ敗退 (グループ4位)  |
| 2010年 | 3位    | 2次ラウンド2位通過            |
| 2012年 | 4位    | グループ2位通過               |
| 2014年 | 9位    | 予選リーグ敗退 (グループ5位)  |
| 2016年 | 3位    | グループ2位通過               |
| 2018年 | 6位    | 2次ラウンド敗退 (グループ3位) |
| 2022年 | 不参加 | 不参加                        |
| 2024年 | 準優勝 | メインラウンド2位通過         |

### アジア競技大会
| 開催年 | 結果   | 試合             | 勝               | 分               | 負               | 得点             | 失点             | 予選リーグ                    | 予選リーグ     | 予選リーグ     | 予選リーグ     | 予選リーグ     | 予選リーグ     | 予選リーグ     |
| 開催年 | 結果   | 試合             | 勝               | 分               | 負               | 得点             | 失点             | 結果                          | 試合           | 勝             | 分             | 負             | 得点           | 失点           |
| ------ | ------ | ---------------- | ---------------- | ---------------- | ---------------- | ---------------- | ---------------- | ----------------------------- | -------------- | -------------- | -------------- | -------------- | -------------- | -------------- |
| 1982年 | 準優勝 | トーナメント方式 | トーナメント方式 | トーナメント方式 | トーナメント方式 | トーナメント方式 | トーナメント方式 | 1位通過                       | 3              | 3              | 0              | 0              | 86             | 51             |
| 1986年 | 3位    | 5                | 3                | 0                | 2                | 147              | 116              | 予選リーグなし                | 予選リーグなし | 予選リーグなし | 予選リーグなし | 予選リーグなし | 予選リーグなし | 予選リーグなし |
| 1990年 | 準優勝 | 5                | 4                | 0                | 1                | 138              | 87               | 予選リーグなし                | 予選リーグなし | 予選リーグなし | 予選リーグなし | 予選リーグなし | 予選リーグなし | 予選リーグなし |
| 1994年 | 準優勝 | 4                | 2                | 0                | 2                | 81               | 80               | 予選リーグなし                | 予選リーグなし | 予選リーグなし | 予選リーグなし | 予選リーグなし | 予選リーグなし | 予選リーグなし |
| 1998年 | 3位    | トーナメント方式 | トーナメント方式 | トーナメント方式 | トーナメント方式 | トーナメント方式 | トーナメント方式 | 2位通過                       | 3              | 2              | 1              | 0              | 103            | 54             |
| 2002年 | 4位    | トーナメント方式 | トーナメント方式 | トーナメント方式 | トーナメント方式 | トーナメント方式 | トーナメント方式 | 2位通過                       | 4              | 3              | 0              | 1              | 134            | 69             |
| 2006年 | 6位    | -                | -                | -                | -                | -                | -                | 1次ラウンド2位通過            | 3              | 2              | 0              | 1              | 115            | 76             |
| 2006年 | 6位    | -                | -                | -                | -                | -                | -                | 2次ラウンド敗退 (グループ3位) | 3              | 1              | 1              | 1              | 75             | 85             |
| 2010年 | 3位    | トーナメント方式 | トーナメント方式 | トーナメント方式 | トーナメント方式 | トーナメント方式 | トーナメント方式 | 1位通過                       | 5              | 4              | 0              | 1              | 208            | 123            |
| 2014年 | 9位    | -                | -                | -                | -                | -                | -                | 1次ラウンド敗退 (グループ3位) | 3              | 1              | 0              | 2              | 99             | 74             |
| 2018年 | 4位    | トーナメント方式 | トーナメント方式 | トーナメント方式 | トーナメント方式 | トーナメント方式 | トーナメント方式 | 1次ラウンド2位通過            | 2              | 1              | 1              | 0              | 64             | 41             |
| 2018年 | 4位    | トーナメント方式 | トーナメント方式 | トーナメント方式 | トーナメント方式 | トーナメント方式 | トーナメント方式 | 2次ラウンド2位通過            | 3              | 1              | 1              | 1              | 70             | 74             |

## 現在の代表選手
- 2024年7月・8月に行われる2024年パリオリンピックの日本代表メンバー[3]。

| 役職               | 氏名               | 所属                                                      |
| ------------------ | ------------------ | --------------------------------------------------------- |
| ヘッドコーチ       | カルロス・オルテガ | 日本ハンドボール協会                                      |
| アシスタントコーチ | ウーゴ・ロペス     | 日本ハンドボール協会                                      |
| GKコーチ           | アントニ・パレツキ | 日本ハンドボール協会                                      |
| ドクター           | 大西 信三          | 日本ハンドボール協会 / 筑波大学附属病院                   |
| トレーナー         | 島 俊也            | 日本ハンドボール協会 / おかもと整形外科スポーツクリニック |
| トレーナー         | 馬越 博久          | 日本ハンドボール協会 / 八王子スポーツ整形外科             |
| 科学スタッフ       | 市村 志朗          | 日本ハンドボール協会 / 東京理科大学                       |
| 分析               | 髙橋 豊樹          | 日本ハンドボール協会 / トヨタ車体                         |
| チームマネージャー | 川村 陸哉          | 日本ハンドボール協会                                      |

| #  | Pos. | 選手名             | 年齢 | 所属                                       |
| -- | ---- | ------------------ | ---- | ------------------------------------------ |
| 1  | GK   | 中村 匠            | 27歳 | 豊田合成                                   |
| 2  | CP   | 安平 光佑          | 24歳 | RK Vardar                                  |
| 4  | CP   | 櫻井 睦哉          | 24歳 | トヨタ車体                                 |
| 9  | CP   | 杉岡 尚樹          | 30歳 | トヨタ車体                                 |
| 13 | CP   | 吉田 守一          | 23歳 | HBC Nantes                                 |
| 15 | CP   | 部井久 アダム 勇樹 | 25歳 | ジークスター東京                           |
| 19 | CP   | 徳田 新之介        | 28歳 | Al Duhail                                  |
| 20 | CP   | 渡部 仁            | 34歳 | トヨタ車体                                 |
| 21 | GK   | 岡本 大亮          | 29歳 | トヨタ車体                                 |
| 25 | CP   | 元木 博紀          | 32歳 | ジークスター東京                           |
| 27 | CP   | 玉川 裕康          | 29歳 | ジークスター東京                           |
| 31 | CP   | 吉野 樹            | 30歳 | トヨタ車体                                 |
| 39 | CP   | 藤坂 尚輝          | 22歳 | 日本体育大学                               |
| 44 | CP   | 髙野 颯太          | 25歳 | トヨタ車体                                 |
| 17 | GK   | 坂井 幹            | 28歳 | 大崎電気オーソル ※Ap(交代選手)としての選出 |
| 38 | CP   | 水町 孝太郎        | 29歳 | 豊田合成 ※Ap(交代選手)としての選出         |
| 74 | CP   | 笠原 謙哉          | 36歳 | Hordur ※Ap(交代選手)としての選出           |

## 歴代監督
| 氏名                 | 期間            |
| -------------------- | --------------- |
| 高嶋洌               | 1961年 - 1964年 |
| 岡村昭二             | 1965年          |
| 村田弘               | 1967年 - 1972年 |
| 北川勇喜             | 1973年 - 1974年 |
| 竹野奉昭             | 1975年 - 1982年 |
| 市原則之             | 1983年 - 1984年 |
| 野田清               | 1985年          |
| 津川昭               | 1985年          |
| 野田清               | 1986年 - 1988年 |
| 津川昭               | 1989年 - 1991年 |
| 蒲生晴明             | 1991年 - 1995年 |
| オレ・オルソン       | 1995年 - 1997年 |
| 蒲生晴明             | 1997年 - 1998年 |
| 田口隆               | 1999年 - 2003年 |
| 松井幸嗣             | 2004年 - 2006年 |
| イビツァ・リマニッチ | 2006年 - 2007年 |
| 酒巻清治             | 2007年 - 2012年 |
| 田口隆               | 2012年          |
| 清水博之             | 2013年 - 2014年 |
| 松井幸嗣             | 2014年          |
| 岩本真典             | 2015年          |
| カルロス・オルテガ   | 2016年 - 2017年 |
| ダグル・シグルドソン | 2017年 -2024年  |
| カルロス・オルテガ   | 2024年          |
| トニー・ジローナ     | 2024年 -        |